# Agulla adnixa
Agulla adnixa är en halssländeart som först beskrevs av Hagen 1861.  Agulla adnixa ingår i släktet Agulla och familjen ormhalssländor. Inga underarter finns listade i Catalogue of Life.